# Juleteatret - Kasper og Lisette
Juleteatret - Kasper og Lisette er en julekalender på DR fra 1965. Det er en dukkefilm, der som scene har et dukkemagerværksted, hvor dukkerne om natten kommer til live, og dukkerne Kasper og Lisette opfører deres udgaver af kendte historier som skuespil med de øvrige dukker som tilskuere. Forestillingerne havde ind imellem satiriske indslag og var på den måde beslægtet med den ældre Mester Jakel-tradition fra Centraleuropa (Kasper er netop den tyske betegnelse for Mester Jakel).
Bob Goldenbaum, der egentlig var regissør, debuterede som dukkefører for Kasper i kalenderen, og Hanne Willumsen, der var uddannet skrædder, optrådte ligeledes for første gang som fører af hånddukken Lisette. Stemmerne blev leveret af skuespillerægteparret Jørn Rose og Inge Ketti. Producer var i lighed med de foregående år Thok Søndergaard, og som de foregående år var der sammen med dukkefilmene filmindslag fra fattige lande i verden. Overskuddet fra salget af kalenderne gik til et ernæringsprojekt i Congo.